# كوريا ما قبل التاريخ
كوريا قبل التاريخ هي الفترة التي سبقت ظهور البشر في شبه الجزيرة الكورية. على العكس من أوروبا أو منطقة البحر الأبيض المتوسط قام كرستيان جورغينسين تومسن بإستخادم نظام العصور الثلاث عن طريق الاعتماد على البحوث الأثرية، والجيولوجية, والحفرية. تنقسم كوريا في العصر الحجري وفقاً إلى الصفات العامة والعمليات التاريخية وعلم الآثار، وبالاعتماد أيضاً على طبيعة الأطلال التي نقب عنها إلى ثلاثة أقسام: العصر الحجري القديم, وإلى العصر الحجري الأوسط, وإلى العصر الحجري الحديث. الدراسات تؤكد ترابط منطقة شبه جزيرة كوريا، مع روسيا، ومنشوريا، ولياونينغ, والصين بشكل أساسي وانتشار نفس الحضارة بها.

## عصور ما قبل التاريخ الجيولوجية

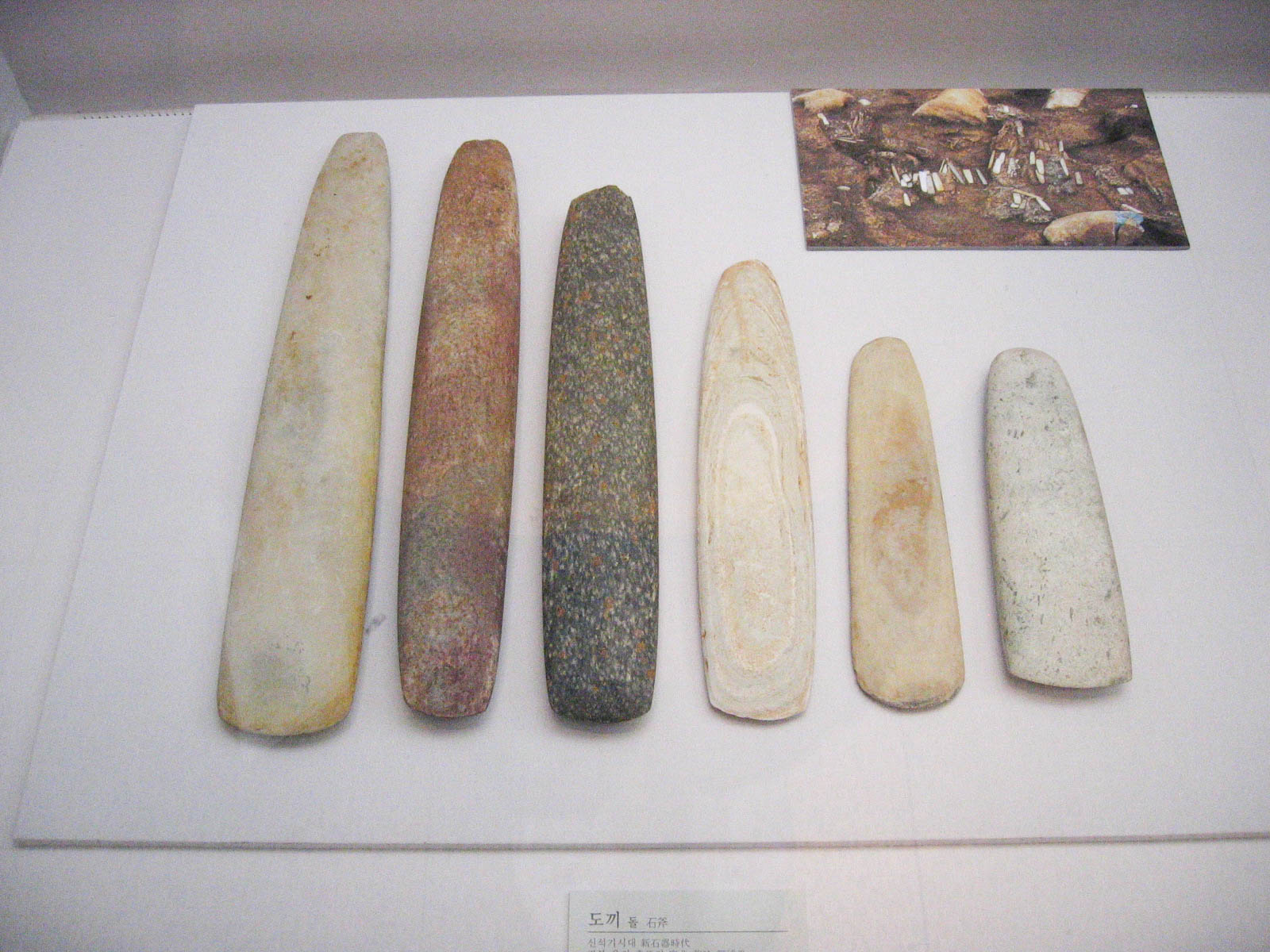
فؤوس حجرية من العصر الحجري الحديث

عصر ما قبل التاريخ الجيولوجي هو أقدم جزء من تاريخ شبه الجزيرة الكورية. أقدم الصخور في شبه جزيرة كوريا يعود تاريخها إلى عصر ما قبل الكمبري. نظام يونتشون يقابل عصر ما قبل الكمبري ويتوزع على المناطق بالقرب من سول ويمتد إلى محافظة يونتشون في اتجاه الشمال الشرقي. تنقسم هذه الفترة إلى علوى وسفلي، وتتألف من الأمفيبول - المرو - رخام فلسبار الشست، وسيليكات الجير, والكوارتزيت, والجرافيت الصخري، ومايكا - المرو - الفلسبار الصخري، وميكا الشست، والكوارتزيت, والنيس العيني، والجرانيت والجارنيت.
كانت شبه جزيرة كوريا موقعاً جيولوجياً نشيطاً في الحقبة الوسطى, حيث تشكلت في هذه الفترة العديد من السلاسل الجبلية، وأصبحت مع مرور الوقت ببطء أكثر استقراراً في الدهر الحديث. تشكلات الدهر الوسيط الكبرى تضم تشكلات مقاطعة غيونغسانغ, وهي سلسلة من الحلقات الجيولوجية التي تشمل بيوتايت الجرانيت, والسجيل الزيتي، والأحجار الرملية, وتكتلات الأنديسايت, والبازلت، والريوليت, وكلذلك الطفة البركانية والتي كانت تغطي مقاطعة غيونغسانغ بشكل كبير.
ما تبقى من هذه المقالة يصف إنسان ما قبل التاريخ في شبه الجزيرة الكورية.

## بشر ما قبل التاريخ في شبه جزيرة كوريا

### عصر حجري قديم
أصل هذه الفترة غير معروف، ولكن أشباه البشر في شبه الجزيرة يعودون إلى 500 ألف سنة مضت. كما أن العلماء يشككون بعض الشيء في التاريخ المحدد للعصر الحجري القديم السفلي. انتهى العصر الحجري القديم ببدء إنتاج الفخار في 8,000 قبل الميلاد. أقدم تاريخ كربون مشع للعصر الحجري القديم يعود إلى الفترة الواقعة بين 40,000 و 30,000 قبل الحاضر. إذا أمكن إعادة تاريخ القدماء إلى 500,000 سنة مضت، فإن هذا يعني تواجد الإنسان المنتصب في شبه الجزيرة.
في سوكجانغري (موقع أثري) بالقرب من غونغج في مقاطعة تشنغتشونغ الجنوبية تم اكتشاف قطع أثرية شبيهة للأدوات الحجرية من العصر الحجري القديم السفلي في مستوى متدني من الموقع. تم العثور على ساطور ذا جانبين (أو أدوات الفرم) أيضاً. كما تم الكشف عن الأحجار المشقوفة (فؤوس حجرية قديمة) وسواطير صنعها الرجال في العصور اللاحقة.
خلال العصر الحجري القديم الأوسط سكن البشر الكهوف، بالقرب من موقع جومال قريباً من جيتشون وبالقرب من موقع دربونغ قريباً من تشونغج. من موقعي هذين الكهفين تم اكتشاف بقايا أحفورية لكركدنيات، ودببة كهوف، ودببة بنية، وضباع, والعديد من الأيائل، كما تم اكتشاف بقايا أحفورية لكائنات منقرضة.
من كهف جومال أداة للصيد ربما مصنوعة من كعبرة أشباه الإنسان تم اكتشافها، إلى جانب أدوات للصيد وإعداد الطعام من عظام الحيوانات. كما تم اكتشاف قشر المكسرات والتي جمعت كمكملات غذائية.
في سوكجانغري والمواقع النهرية الأخرى تم اكتشاف أدوات حجرية مع علامات واضحة لتقاليد العصر الحجري القديم، مصنوعة من صخور ناعمة مثل الكوارتز، وحجر السماق، وحجر السبج، والشرت, والفيلسايت الأشولي لها خصائص الماوسترويد وتقنية الليفالوا. أما السواطير التقليدية فهي أبسط في الشكل ومتكسرة ومن الكوارتز والبغماتيت. طبقات سوكجانغري الوسطى أظهرت أن البشر استخدموا البولا أو قاذفة الصخور في الصيد.
العصر الحجري القديم في كوريا مقسم إلى ثلاثة أقسام: سفلي، وأوسط, ومتأخر. كما يبدو أن الإنسان الحديث قد خلف وراءه العديد من الآثار منذ العصر الحجري القديم.
نماذج من مواقع العصر الحجري القديم: مقاطعة هامغيونغ الشمالية في محافظة سونبونغ في غلبوري (굴포리 | 屈浦里), أطلال السندان السوداء في سانغوون في بيونغيانغ، جونغوكري (전곡리 | 全谷里) في يونتشون في مقاطعة غيونغي, أطلال سوكجانغري (석장리 | 石壯里) في غونغج في مقاطعة تشنغتشونغ الشمالية, أطلال مانسري (만수리) في تشونغوون في مقاطعة تشنغتشونغ الشمالية, وهذه المواقع هي الأكثر أهمية. بعض العلماء في الأكاديمية الأثرية يعيد تاريخ بعض هذه المواقع إلى 500 ألف سنة مضت.
في فترة العصر الحجري القديم كان الناس يعيشون في منازل صغيرة عند الأنهار، أو تحت ظلال الصخور، أو في الكهوف. ومن المعتبر أن حياتهم تعتمد إلى حد كبير على صيد الحيوانات وجمع النباتات والفاكهة، كما أن التقارير تشير إلى أن حياة الشعب كانت كغيرها من شعوب العالم في المناطق الأخرى في العصر الحجري القديم.

### مواقع تاريخية من العصر الحجري القديم
- أطلال أواسط العصر الحجري القديم:
  - أطلال السندان السوداء.
  - أطلال جونغوكري.
- أطلال أواخر العصر الحجري القديم:
  - أطلال غلبري.
  - أطلال غونغج سوكجانغري.
  - أطلال صخور تشونجيون المظللة.
  - أطلال سوروري.
  - أطلال دانيانغ سيانغاي.

### عصر حجري أوسط
بدأ العصر الحجري الأوسط قبل 10,000 سنة مضت بانتهاء العصر الجليدي وارتفاع درجة حرارة المناخ، كما حدثت تغيرات في البيئة الطبيعية عما كانت عليه في العصر الحجري القديم حيث اختفى الماموث، وبعض ذوات القرون، وظهرت مخلوقات كثيرة أخرى. ولصيد هذه المخلوقات فإن الأقواس والسهام والأسلحة تم استخدامها.

### مواقع تاريخية من العصر الحجري الأوسط
- كهف بليموس.

### عصر فخار جلمن
بدأ العصر الحجري الحديث في كوريا من حوالي 10,000 سنة مضت (بتضمين العصر الحجري الأوسط) ~ 8,000 سنة مضت، ويعتبر الفخار المصنوع من الحجر الأرضي مؤشراً هاما لعصر فخار جلمن في العصر الحجري الحديث. كان البشر يعيشون في وومجب حيث اعتادوا على المطاردة وصيد السمك، في العصر الحجري الحديث ظهرت أنواع من المراحل الزراعية الأولية. تم استخدام الحجارة في الحرث، كما تم التعرف على إزالة قشور الحبوب وطحنها لصنع الدقيق.

### عصر فخار ممن
العصر البرونزي في كوريا هو عصر استخدام طوائف البرونز بخلط النحاس والقصدير والزنك وهو قليلاً ما يستخدم. خلال عصر فخار ممن تم استخدام فخار غونغيول بشكل رئيسي. تم استخدام دولكواينغ كما في العصر الحجري الحديث حيث كان يتم تنظيف الأراضي ثم زراعة المحاصيل، وفي النهاية الحصاد باستخدام سكين المخرب الحجرية.
- أطلال دايبيونغ (대평 유적 | 大坪 遺蹟), (أطلال جنج أكبانغ: (진주 옥방 유적)).
- آثار مدينة ساتشون إيغم-دونغ (사천시 이금동 유적 | 泗川市 梨琴洞 遺蹟).
- عصر فخار ممن (민무늬토기 시대 | 無文土器時代).